# М'ясник з B1
М'ясник з B1 — невідомий серійний вбивця в Намібії. Між 2005 і 2007 роками «М'ясник з B1» убив щонайменше п'ять жінок, причому всі вбивства були пов'язані з національною дорогою B1.
У 2007 році намібійця німецького походження звинуватили у зґвалтуванні, заарештували та згодом пов’язали з цими нерозкритими вбивствами. Однак після тривалого ув'язнення його виправдали за браком доказів. У 2008 році чоловік, який покінчив життя самогубством, був причетний до того, що серія вбивств закінчилася в 2007 році, але зв'язок не вдалося остаточно довести.

## Назва
Свою назву М'ясник з B1 отримав від намібійських ЗМІ через те, що останки жертв були знайдені в безпосередній близькості від Намібійської національної дороги B1, яка перетинає країну з півночі на південь. Частина назви «різник» походить від професійного способу розчленування тіл. Різника B1 також називали «Розпушувачем Хомаса» через регіон, де були знайдені останки жертв.

## Вбивства
Частини тіла були знайдені в червні та липні 2007 року в регіоні Хомас уздовж B1 у більшому районі Віндгука між Рехоботом і Окаханджа. Ці частини тіла були загорнуті в пакети для сміття і належали двом різним жінкам. Ще в 2005 році відбулися два подібні незрозумілі вбивства жінок, ці два вбивства згодом також були приписані М'ясник з B1.
Голову та руку поки що останньої жертви знайшли в серпні 2007 року далі на північ на B1 між Віндгуком, Окаханджа. Інші частини тіла тієї ж жертви були виявлені у вересні 2007 року поблизу Гроотфонтейна в регіоні Отйозонджупа. Ця жінка ніколи не була ідентифікована. Поліція сприйняла цю послідовність подій як підказку того, що вбивця міг переїхати з Віндгука далі на північ.
У жовтні 2007 року розслідуванням допомогли троє старших детективів із серійних вбивств з Південно-Африканської Республіки. Вважається, що ця серія вбивств ніколи не буде розкрита.

## Жертви
Усі п’ятеро жертв М'ясника з B1 були молодими жінками або жінками середнього віку. Двох із п'яти вбитих жінок (обидві знайдені у 2007 році) ідентифікувати не вдалося. Інші три жінки - Хуаніта Мабула (21 рік, убита в 2005 році), Мелані Янсе (22 роки, 2005) і Санна Хелена Гароес (36 років, 2007).
Усі вбиті жінки були кольоровими намібійками, кожна з трьох ідентифікованих жертв вільно володіла африкаанс, дамара або обома мовами. Крім того, всі частини тіла жертв мали ознаки замерзання або охолодження, що свідчить про те, що вони перебували в якомусь холодильному сховищі. Однак метод вбивства був у всіх різним: Янсе задушили, а Мабулу вдарили тупим предметом по голові.
Принаймні дві з трьох ідентифікованих жертв були повіями, які працювали в районі Аусспанплац у центрі Віндгука. Двоє жертв, Янсе та Гароес, очевидно, добре знали одне одного.

## Підозрювані
У серпні 2007 року громадянина Німеччини Хайнца Кніріма заарештували за підозру в зґвалтуванні 29-річної намібійки неподалік від Віндгука минулого місяця. Згодом він також намагався задушити жінку. Кнірім відкинув усі звинувачення. У лютому 2010 року його виправдали за відсутністю доказів і звільнили з-під варти. Кнієрім подав позов про відшкодування збитків проти уряду Намібії через важкі випробування, пов’язані з тим, що його звинуватили в тому, що він був М’ясником з B1.
У 2008 році Ганс Гуссельманн з Рехобота покінчив життя після того, як був причетний до вбивств. Раніше він відбував довічне ув'язнення за два вбивства і був звільнений лише в 2004 році. Незважаючи на те, що ДНК Гароес було знайдено в квартирі Гуссельманна, а ДНК Гуссельманна було знайдено в листі до поліції щодо вбивства Мабули, докази були непереконливими. У той час виникли підозри, що М’ясник з B1 може бути не однією людиною, а скоріше одним «головним актором» і кількома копіями.